# El Plumerillo
El Plumerillo è un distretto del dipartimento argentino di Las Heras. Dista 8 km dalla città di Mendoza e vi si trova l'aeroporto internazionale "Governor Francisco Gabrielli".